# Gate J Vol.1
『Gate J Vol.1』（ゲート・ジェイ・ボリュームワン）は松田樹利亜の3枚目のベスト・アルバム。

## 概要
90年代に発表した曲を中心に収録した初のセルフ・プロデュース作品。「Gate J Vol.2」と同時発売。

## 収録曲
1. 抱きしめても止まらない
作詞：田村直美　作曲：Joey Carbone・Jeff Carruthers　編曲：須貝幸生・横関敦
2. だまってないで
作詞：松田樹利亜　作曲：石川寛門　編曲：須貝幸生・神長弘一
3. December rain
作詞：田村直美　作曲：月光恵亮・須貝幸生　編曲：須貝幸生・神長弘一
4. FOREVER DREAM
作詞：田村直美　作曲：Joey Carbone・Dennis Belfield　編曲：須貝幸生・神長弘一
5. 本日快晴
作詞：松田樹利亜　作曲：石川寛門　編曲：須貝幸生・神長弘一
6. Fly So High
作詞：みかみ麗緒　作曲：仁科かおり　編曲：須貝幸生・神長弘一
7. NAKED LOVE AGAIN
作詞：松田樹利亜　作曲：菅原サトル　編曲：月光恵亮・大里正毅
8. Ambitious
作詞：松田樹利亜　作曲：Joey Carbone・月光恵亮　編曲：神長弘一
9. 永遠という瞬間の中で
作詞・作曲：松田樹利亜　編曲：月光恵亮
10. Bad Dream Rising
作詞・作曲：松田樹利亜
11. Wish Upon a Star
作詞・作曲：松田樹利亜
12. I still remember you
作詞・作曲：松田樹利亜